# 高仕利公司
高仕利公司（Acushnet Company）是美國的一家公司，專注於高爾夫市場。著名高爾夫球及球具品牌泰特利斯，以及高爾夫鞋品牌FootJoy都是高仕利公司的旗下品牌。高仕利公司創業於1910年。2016年10月28日，高仕利公司在紐約證券交易所上市。該公司現在最大股東是韓國斐樂，持股比例有53.1%。